# Tjayanka Woods
Tjayanka Woods (1935) es una artista originaria australiana. Es una de las pioneras del movimiento de arte a través del Ngaanyatjarra, Pitjantjatjara y de las tierras Yankunytjatjara, que empezó en 2000. Es conocida por sus pinturas, y también es una artesana quién hace cestas y otras obras de arte tramadas. Sus pinturas están sostenidas en la Galería de Arte de Australia Occidental, Galería Nacional de Victoria, y la Galería Nacional de Australia.
Nació aproximadamente en 1935  cerca de Kaḻayapiṯi, un sector rocoso en el Gran Desierto de Victoria de Australia Meridional. Creció viviendo un modo de vida tradicional, nómada en arbustales con su familia, antes de cualquier contacto con la eurosociedad australiana. Ellos a menudo acampaban en Kaḻayapiṯi, y ella y otras chicas se reunían bushfood juntas. Aprendió las herramientas básicas y objetos decorativos, y para quemar patrones tradicionales a la madera (eso se designa puṉu, también aprendió a girar cuerdas de cabello en una rueca manual y haciendo tramas de anillos de cabeza y ceremonial cinturones de cabello y plumas.
Empezó a pintar en 2000, después de mudarse a Irrunytju. Las mujeres allí abrieron un centro de arte como proyecto comunitario económico, llamado Irrunytju Artes. Desde el principio de su carrera, a menudo pintaba con su amigo Anmanari Brown. Cuando el marido de Brown falleció en 2007, las dos mujeres dejaron Irrunytju y se fueron a vivir a Papulankutja, en tierras Ngaanyatjarra. Allí,  pintaron para Artistas Papulankutja. En abril de 2010, las dos mujeres hicieron su primera exposición solistas juntas en la Galería Vivian Anderson en Melbourne. Woods ha tenido dos de sus pinturas escogidas como finalistas para el Torres Aborigen & Nacional Strait Islander Premio de Arte, en 2006 y 2008.
Sus pinturas son mayoritariamente sobre el Minyma Kutjara Tjukurpa (Dos Hermanas que Sueñan), el cual es su personal Sueño. Están estructurados como los mapas dibujados en la arena, localizando el viaje de las dos hermanas alrededor del borde de la tela. Pinta en colores groseros, y utiliza sólidos y líneas de puntos en círculos concéntricos para describir los viajes y actividades de figuras en la historia.